# کیترل (کارولینای شمالی)
کیترل (به انگلیسی: Kittrell) شهری در ایالت کارولینای شمالی کشور ایالات متحده آمریکا است که جمعیت آن در سرشماری سال ۲۰۱۰ میلادی، ۴۶۷ نفر بوده‌است.